# Vallée de Conejo
La Vallée de Conejo est une région s'étendant sur le sud-est du comté de Ventura et sur le nord-ouest du comté de Los Angeles en Californie du Sud. Elle a été découverte en 1542 par l'explorateur espagnol João Rodrigues Cabrilho et devint par la suite un territoire du Rancho El Conejo (conejo signifie lapin en espagnol - elle a été nommée ainsi puisque de nombreux lapins habitent la vallée).
Beaucoup de compagnies de hautes technologies, particulièrement celles de biotechnologies, par exemple Amgen et Baxter International, sont situées dans la vallée.

## Villes et villages
- Agoura Hills
- Newbury Park
- Oak Park
- Thousand Oaks
- Westlake Village